# Gymnascella marginispora
Gymnascella marginispora är en svampart som först beskrevs av Kuehn & G.F. Orr, och fick sitt nu gällande namn av Currah 1985. Gymnascella marginispora ingår i släktet Gymnascella och familjen Gymnoascaceae.   Inga underarter finns listade i Catalogue of Life.